# Quinzième district congressionnel de Floride
Le 15e district congressionnel de Floride est une circonscription électorale du Congrès américain et a été redessiné en 2012, à compter de janvier 2013, aux parties nord des comtés de Hillsborough et de Polk ainsi qu'aux parties les plus au sud du comté de Lake,. Le district comprend Brandon, Plant City, Lakeland et Bartow.
De 2003 à 2012, l'ancien 15e district contenait la majeure partie du comté de Brevard au sud de la ville de Cocoa (y compris le centre spatial Kennedy), tout le comté d'Indian River, la majeure partie du comté d'Osceola et une très petite partie du comté de Polk. Le quartier comprenait les villes de Kissimmee, Melbourne et Vero Beach, ainsi que la Patrick Space Force Base. Les frontières ont été redessinées en raison d'un procès en 2015. Une grande partie de cette zone est maintenant le 8e district, tandis que l'actuel 15e englobe la majeure partie de ce qui était auparavant le 12e district.
De 2013 à 2017, le district comprenait les parties nord des comtés de Hillsborough et Polk. Après un redécoupage ordonné par le tribunal pour les élections de 2016, il comprenait également les parties les plus méridionales du comté de Lake.
Le district est actuellement représenté par la républicaine Laurel Lee.

## Géographie
| #   | Comté        | Siège     | Population |
| --- | ------------ | --------- | ---------- |
| 57  | Hillsborough | Tampa     | 1 535 564  |
| 101 | Pasco        | Dade City | 632 996    |
| 105 | Polk         | Bartow    | 818 330    |

### Villes de 10 000 personnes ou plus
- Tampa – 403 364
- Brandon – 114 626
- Lakeland – 112 641
- Wesley Chapel – 64 866
- University – 50 893
- Plant City – 39 764
- Valrico – 37 895
- Land O' Lakes – 35 929
- Lake Magdalene – 30 742
- East Lake-Orient Park – 28 050
- Temple Terrace – 26 690
- Keystone – 25 211
- Lutz – 23 707
- Northdale – 23 033
- Zephyrhills – 18 154
- Thonotosassa – 15 238
- Mango – 12 699
- Cheval – 12 522
- Medulla – 10 871

### Villes de 2 500 à 10 000 personnes
- Pebble Creek – 9 624
- Seffner – 8 362
- Pasadena Hills – 7 570
- Odessa – 7 538
- Carrollwood – 7 195
- Willow Oak – 6 806
- Kathleen – 6 486
- Zephyrhills West – 5 533
- Zephyrhills South – 4 985
- Dover – 3 266
- Zephyrhills North – 2 663

## Liste des représentants du district
| Membre                              | Parti       | Années                          | Congrès     | Histoire électorale |
| ----------------------------------- | ----------- | ------------------------------- | ----------- | --- |
| District district le 3 janvier 1973 |             |                                 |             | |
| Dante Fascell                       | Démocrate   | 3 janvier 1973 - 3 janvier 1983 | 93e - 97e   | Redécoupage depuis le 12e district et réélu en 1972. Réélu en 1974. Réélu en 1976. Réélu en 1978. Réélu en 1980. Redécoupage vers le 19e district. |
| Clay Shaw (en)                      | Républicain | 3 janvier 1983 - 3 janvier 1993 | 98e - 102e  | Redécoupage depuis le 12e district et réélu en 1982. Réélu en 1984. Réélu en 1986. Réélu en 1988. Réélu en 1990. Redécoupage vers le 22e district. |
| Jim Bacchus (en)                    | Démocrate   | 3 janvier 1993 - 3 janvier 1995 | 103e        | Redécoupage depuis le 11e district et réélu en 1992. Retrait.                                                                                      |
| Dave Weldon (en)                    | Républicain | 3 janvier 1995 - 3 janvier 2009 | 104e - 110e | Élu en 1994. Réélu en 1996. Réélu en 1998. Réélu en 2000. Réélu en 2002. Réélu en 2004. Réélu en 2006. Retrait.                                    |
| Bill Posey                          | Républicain | 3 janvier 2009 - 3 janvier 2013 | 111e , 112e | Élu en 2008. Réélu en 2010. Redécoupage vers le 8e district.                                                                                       |
| Dennis Ross                         | Républicain | 3 janvier 2013 - 3 janvier 2019 | 113e - 115e | Redécoupage depuis le 12e district et réélu en 2012. Réélu en 2014. Réélu en 2016. Retrait.                                                        |
| Ross Spano                          | Républicain | 3 janvier 2019 - 3 janvier 2021 | 116e        | Élu en 2018. Perd sa renomination. |
| Scott Franklin                      | Républicain | 3 janvier 2021 - 3 janvier 2023 | 117e        | Élu en 2020. Redécoupage vers le 18e district. |
| Laurel Lee                          | Républicain | 3 janvier 2023 - en cours       | 118e        | Élue en 2022. |

## Résultats des récentes élections
Voici les résultats des dix précédents cycles électoraux dans le district.

### 2004
| Élection de 2004 du 15e district congressionnel de Floride | Élection de 2004 du 15e district congressionnel de Floride | Élection de 2004 du 15e district congressionnel de Floride | Élection de 2004 du 15e district congressionnel de Floride | Élection de 2004 du 15e district congressionnel de Floride |
| ---------------------------------------------------------- | ---------------------------------------------------------- | ---------------------------------------------------------- | ---------------------------------------------------------- | ---------------------------------------------------------- |
| Parti                                                      | Parti                                                      | Candidat                                                   | Votes                                                      | %                                                          |
|                                                            | Républicain                                                | Dave Weldon (en) (sortant)                                 | 210 388                                                    | 65,35                                                      |
|                                                            | Démocrate                                                  | Simon Pristoop                                             | 111 538                                                    | 34,65                                                      |
| Total des votes                                            | Total des votes                                            | Total des votes                                            | 321 926                                                    | 100 %                                                      |
|                                                            | Les Républicains conservent                                |                                                            |                                                            |                                                            |

### 2006
| Élection de 2006 du 15e district congressionnel de Floride | Élection de 2006 du 15e district congressionnel de Floride | Élection de 2006 du 15e district congressionnel de Floride | Élection de 2006 du 15e district congressionnel de Floride | Élection de 2006 du 15e district congressionnel de Floride |
| ---------------------------------------------------------- | ---------------------------------------------------------- | ---------------------------------------------------------- | ---------------------------------------------------------- | ---------------------------------------------------------- |
| Parti                                                      | Parti                                                      | Candidat                                                   | Votes                                                      | %                                                          |
|                                                            | Républicain                                                | Dave Weldon (en) (sortant)                                 | 125 965                                                    | 56,29                                                      |
|                                                            | Démocrate                                                  | Robert Bowman                                              | 97 834                                                     | 43,71                                                      |
| Total des votes                                            | Total des votes                                            | Total des votes                                            | 223 799                                                    | 100 %                                                      |
|                                                            | Les Républicains conservent                                |                                                            |                                                            |                                                            |

### 2008
| Élection de 2008 du 15e district congressionnel de Floride | Élection de 2008 du 15e district congressionnel de Floride | Élection de 2008 du 15e district congressionnel de Floride | Élection de 2008 du 15e district congressionnel de Floride | Élection de 2008 du 15e district congressionnel de Floride |
| ---------------------------------------------------------- | ---------------------------------------------------------- | ---------------------------------------------------------- | ---------------------------------------------------------- | ---------------------------------------------------------- |
| Parti                                                      | Parti                                                      | Candidat                                                   | Votes                                                      | %                                                          |
|                                                            | Républicain                                                | Bill Posey                                                 | 192 151                                                    | 53,10                                                      |
|                                                            | Démocrate                                                  | Stephen Lee Blythe                                         | 151 951                                                    | 41,99                                                      |
|                                                            | Indépendant                                                | Frank Zilaitis                                             | 14 274                                                     | 3,94                                                       |
|                                                            | Indépendant                                                | Trevor Lowing                                              | 3 495                                                      | 0,97                                                       |
| Total des votes                                            | Total des votes                                            | Total des votes                                            | 361 871                                                    | 100 %                                                      |
|                                                            | Les Républicains conservent                                |                                                            |                                                            |                                                            |

### 2010
| Élection de 2010 du 15e district congressionnel de Floride | Élection de 2010 du 15e district congressionnel de Floride | Élection de 2010 du 15e district congressionnel de Floride | Élection de 2010 du 15e district congressionnel de Floride | Élection de 2010 du 15e district congressionnel de Floride |
| ---------------------------------------------------------- | ---------------------------------------------------------- | ---------------------------------------------------------- | ---------------------------------------------------------- | ---------------------------------------------------------- |
| Parti                                                      | Parti                                                      | Candidat                                                   | Votes                                                      | %                                                          |
|                                                            | Républicain                                                | Bill Posey (sortant)                                       | 157 079                                                    | 64,76                                                      |
|                                                            | Démocrate                                                  | C. Shannon Roberts                                         | 85 595                                                     | 35,27                                                      |
| Total des votes                                            | Total des votes                                            | Total des votes                                            | 361 871                                                    | 100 %                                                      |
|                                                            | Les Républicains conservent                                |                                                            |                                                            |                                                            |

### 2012
| Élection de 2012 du 15e district congressionnel de Floride | Élection de 2012 du 15e district congressionnel de Floride | Élection de 2012 du 15e district congressionnel de Floride | Élection de 2012 du 15e district congressionnel de Floride |
| ---------------------------------------------------------- | ---------------------------------------------------------- | ---------------------------------------------------------- | ---------------------------------------------------------- |
| Parti                                                      | Parti                                                      | Candidat                                                   | %                                                          |
|                                                            | Républicain                                                | Bill Posey (sortant)                                       | 100 %                                                      |
|                                                            | Les Républicains conservent                                |                                                            |                                                            |

### 2014
| Élection de 2014 du 15e district congressionnel de Floride | Élection de 2014 du 15e district congressionnel de Floride | Élection de 2014 du 15e district congressionnel de Floride | Élection de 2014 du 15e district congressionnel de Floride | Élection de 2014 du 15e district congressionnel de Floride |
| ---------------------------------------------------------- | ---------------------------------------------------------- | ---------------------------------------------------------- | ---------------------------------------------------------- | ---------------------------------------------------------- |
| Parti                                                      | Parti                                                      | Candidat                                                   | Votes                                                      | %                                                          |
|                                                            | Républicain                                                | Dennis Ross                                                | 128 750                                                    | 60,3                                                       |
|                                                            | Démocrate                                                  | Alan Cohn                                                  | 84 832                                                     | 39,7                                                       |
| Total des votes                                            | Total des votes                                            | Total des votes                                            | 213 582                                                    | 100 %                                                      |
|                                                            | Les Républicains conservent                                |                                                            |                                                            |                                                            |

### 2016
| Élection de 2016 du 15e district congressionnel de Floride | Élection de 2016 du 15e district congressionnel de Floride | Élection de 2016 du 15e district congressionnel de Floride | Élection de 2016 du 15e district congressionnel de Floride | Élection de 2016 du 15e district congressionnel de Floride |
| ---------------------------------------------------------- | ---------------------------------------------------------- | ---------------------------------------------------------- | ---------------------------------------------------------- | ---------------------------------------------------------- |
| Parti                                                      | Parti                                                      | Candidat                                                   | Votes                                                      | %                                                          |
|                                                            | Républicain                                                | Dennis Ross (sortant)                                      | 182 999                                                    | 57,5                                                       |
|                                                            | Démocrate                                                  | Jim Lange                                                  | 135 475                                                    | 42,5                                                       |
| Total des votes                                            | Total des votes                                            | Total des votes                                            | 318 474                                                    | 100 %                                                      |
|                                                            | Les Républicains conservent                                |                                                            |                                                            |                                                            |

### 2018
| Élection de 2018 du 15e district congressionnel de Floride | Élection de 2018 du 15e district congressionnel de Floride | Élection de 2018 du 15e district congressionnel de Floride | Élection de 2018 du 15e district congressionnel de Floride | Élection de 2018 du 15e district congressionnel de Floride |
| ---------------------------------------------------------- | ---------------------------------------------------------- | ---------------------------------------------------------- | ---------------------------------------------------------- | ---------------------------------------------------------- |
| Parti                                                      | Parti                                                      | Candidat                                                   | Votes                                                      | %                                                          |
|                                                            | Républicain                                                | Ross Spano                                                 | 151 380                                                    | 53,02                                                      |
|                                                            | Démocrate                                                  | Kristen Carlson                                            | 134 132                                                    | 46,98                                                      |
| Total des votes                                            | Total des votes                                            | Total des votes                                            | 285 532                                                    | 100 %                                                      |
|                                                            | Les Républicains conservent                                |                                                            |                                                            |                                                            |

### 2020
| Élection de 2020 du 15e district congressionnel de Floride | Élection de 2020 du 15e district congressionnel de Floride | Élection de 2020 du 15e district congressionnel de Floride | Élection de 2020 du 15e district congressionnel de Floride | Élection de 2020 du 15e district congressionnel de Floride |
| ---------------------------------------------------------- | ---------------------------------------------------------- | ---------------------------------------------------------- | ---------------------------------------------------------- | ---------------------------------------------------------- |
| Parti                                                      | Parti                                                      | Candidat                                                   | Votes                                                      | %                                                          |
|                                                            | Républicain                                                | Scott Franklin                                             | 216 374                                                    | 55,38                                                      |
|                                                            | Démocrate                                                  | Alan Cohn                                                  | 174 297                                                    | 44,61                                                      |
| Total des votes                                            | Total des votes                                            | Total des votes                                            | 390 671                                                    | 100 %                                                      |
|                                                            | Les Républicains conservent                                |                                                            |                                                            |                                                            |

### 2022
| Primaire républicaine de 2022 du 15e district congressionnel de Floride | Primaire républicaine de 2022 du 15e district congressionnel de Floride | Primaire républicaine de 2022 du 15e district congressionnel de Floride | Primaire républicaine de 2022 du 15e district congressionnel de Floride | Primaire républicaine de 2022 du 15e district congressionnel de Floride |
| ----------------------------------------------------------------------- | ----------------------------------------------------------------------- | ----------------------------------------------------------------------- | ----------------------------------------------------------------------- | ----------------------------------------------------------------------- |
| Parti                                                                   | Parti                                                                   | Candidat                                                                | Votes                                                                   | %                                                                       |
|                                                                         | Républicain                                                             | Laurel Lee                                                              | 22 481                                                                  | 41,5                                                                    |
|                                                                         | Républicain                                                             | Kelli Stargel                                                           | 15 072                                                                  | 27,8                                                                    |
|                                                                         | Républicain                                                             | Jackie Toledo                                                           | 6 307                                                                   | 11,6                                                                    |
|                                                                         | Républicain                                                             | Demetries Grimes                                                        | 5 629                                                                   | 10,4                                                                    |
|                                                                         | Républicain                                                             | Kevin McGovern                                                          | 4 713                                                                   | 8,7                                                                     |

| Primaire démocrate de 2022 du 15e district congressionnel de Floride | Primaire démocrate de 2022 du 15e district congressionnel de Floride | Primaire démocrate de 2022 du 15e district congressionnel de Floride | Primaire démocrate de 2022 du 15e district congressionnel de Floride | Primaire démocrate de 2022 du 15e district congressionnel de Floride |
| -------------------------------------------------------------------- | -------------------------------------------------------------------- | -------------------------------------------------------------------- | -------------------------------------------------------------------- | -------------------------------------------------------------------- |
| Parti                                                                | Parti                                                                | Candidat                                                             | Votes                                                                | %                                                                    |
|                                                                      | Démocrate                                                            | Alan Cohn                                                            | 14 928                                                               | 33,1                                                                 |
|                                                                      | Démocrate                                                            | Gavin Brown                                                          | 10 034                                                               | 22,3                                                                 |
|                                                                      | Démocrate                                                            | Eddie Geller                                                         | 9 859                                                                | 21,9                                                                 |
|                                                                      | Démocrate                                                            | Cesar Ramirez                                                        | 7 817                                                                | 17,3                                                                 |
|                                                                      | Démocrate                                                            | William VanHorn                                                      | 2 435                                                                | 5,4                                                                  |

| Élection de 2022 du 15e district congressionnel de Floride | Élection de 2022 du 15e district congressionnel de Floride | Élection de 2022 du 15e district congressionnel de Floride | Élection de 2022 du 15e district congressionnel de Floride | Élection de 2022 du 15e district congressionnel de Floride |
| ---------------------------------------------------------- | ---------------------------------------------------------- | ---------------------------------------------------------- | ---------------------------------------------------------- | ---------------------------------------------------------- |
| Parti                                                      | Parti                                                      | Candidat                                                   | Votes                                                      | %                                                          |
|                                                            | Républicain                                                | Laurel Lee                                                 | 145 219                                                    | 58,54                                                      |
|                                                            | Démocrate                                                  | Alan Cohn                                                  | 102 835                                                    | 41,46                                                      |
| Total des votes                                            | Total des votes                                            | Total des votes                                            | 248 054                                                    | 100 %                                                      |
|                                                            | Les Républicains conservent                                |                                                            |                                                            |                                                            |

### 2024
La Primaire Démocrate a été annulée. Pat Kemp avance vers l'élection générale.
| Primaire Républicaine de 2024 du 15e district congressionnel de Floride | Primaire Républicaine de 2024 du 15e district congressionnel de Floride | Primaire Républicaine de 2024 du 15e district congressionnel de Floride | Primaire Républicaine de 2024 du 15e district congressionnel de Floride | Primaire Républicaine de 2024 du 15e district congressionnel de Floride |
| ----------------------------------------------------------------------- | ----------------------------------------------------------------------- | ----------------------------------------------------------------------- | ----------------------------------------------------------------------- | ----------------------------------------------------------------------- |
| Parti                                                                   | Parti                                                                   | Candidat                                                                | Votes                                                                   | %                                                                       |
|                                                                         | Républicain                                                             | Laurel Lee (sortante)                                                   | 28 571                                                                  | 72,3                                                                    |
|                                                                         | Républicain                                                             | James Judge                                                             | 7 137                                                                   | 18,1                                                                    |
|                                                                         | Républicain                                                             | Jennifer Barbosa                                                        | 3 809                                                                   | 9,6                                                                     |

| Élection de 2024 du 15e district congressionnel de Floride | Élection de 2024 du 15e district congressionnel de Floride | Élection de 2024 du 15e district congressionnel de Floride | Élection de 2024 du 15e district congressionnel de Floride | Élection de 2024 du 15e district congressionnel de Floride |
| ---------------------------------------------------------- | ---------------------------------------------------------- | ---------------------------------------------------------- | ---------------------------------------------------------- | ---------------------------------------------------------- |
| Parti                                                      | Parti                                                      | Candidat                                                   | Votes                                                      | %                                                          |
|                                                            | Républicain                                                | Laurel Lee (sortante)                                      | 195 334                                                    | 56,2                                                       |
|                                                            | Démocrate                                                  | Pat Kemp                                                   | 152 361                                                    | 43,8                                                       |
| Total des votes                                            | Total des votes                                            | Total des votes                                            | 347 695                                                    | 100 %                                                      |
|                                                            | Les Républicains conservent                                |                                                            |                                                            |                                                            |

## Frontières historiques du district

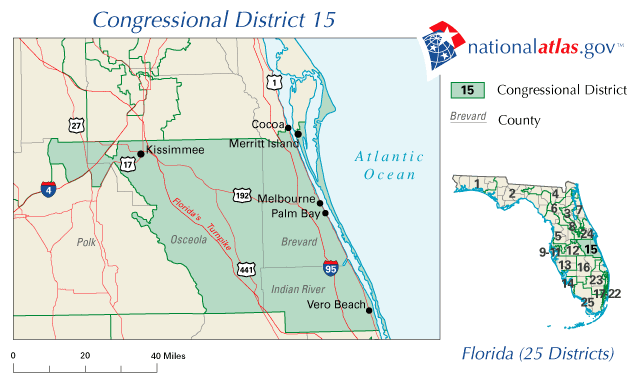
2003 - 2013

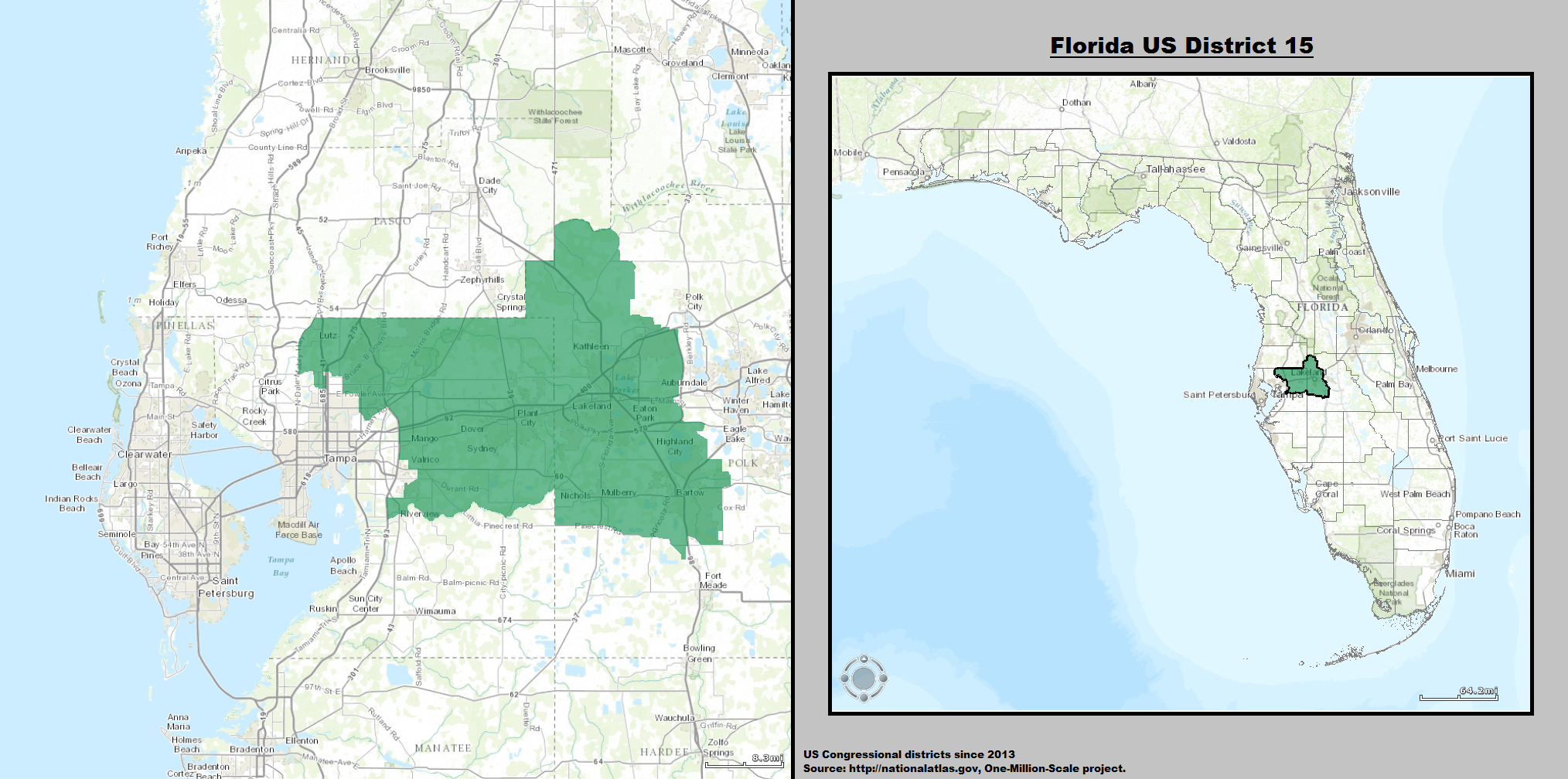
2013 - 2017

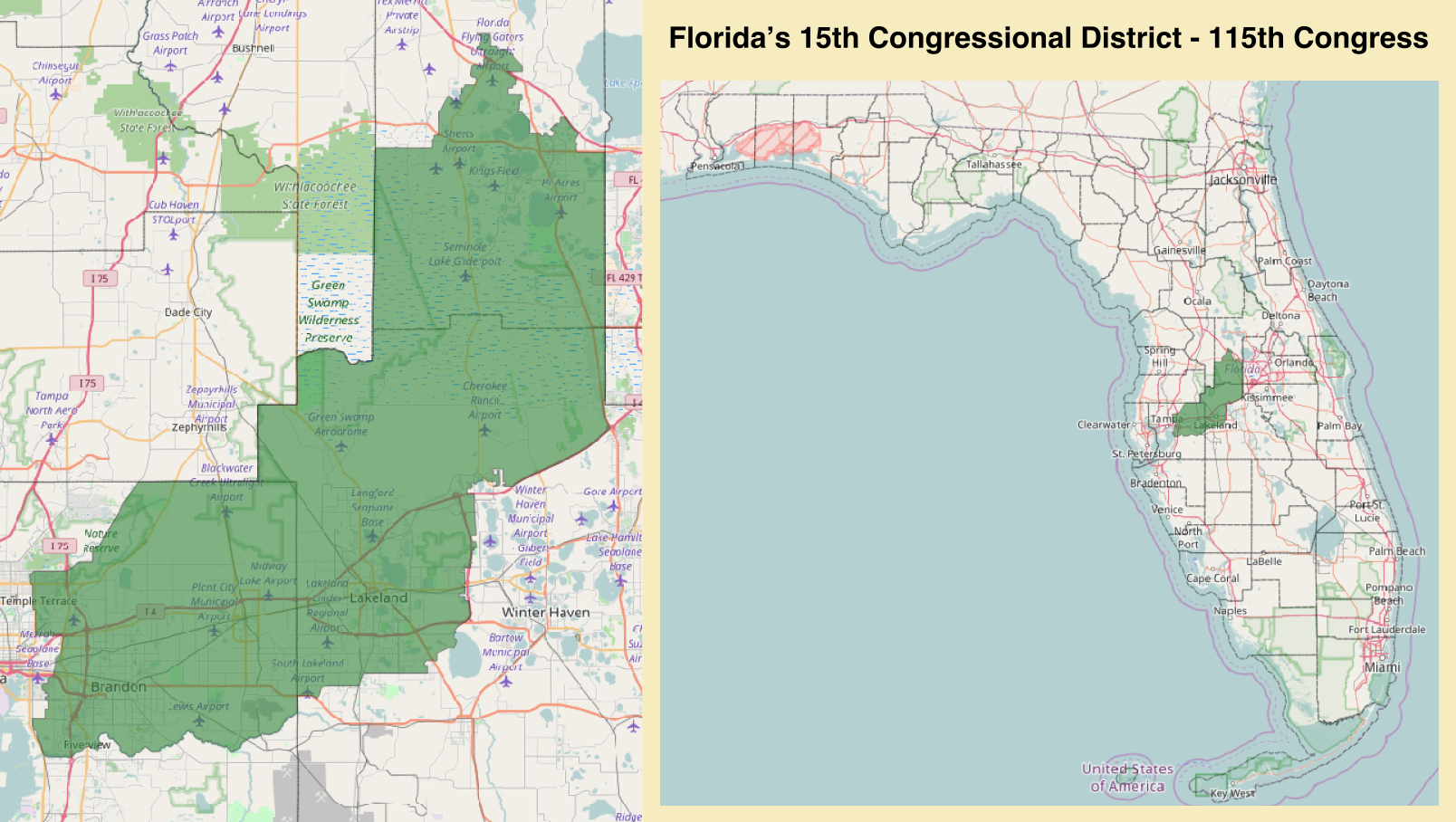
2017 - 2023

depuis 2023